# Drimia simensis
Drimia simensis är en sparrisväxtart som först beskrevs av Ferdinand von Hochstetter och Achille Richard, och fick sitt nu gällande namn av Brita Stedje. Drimia simensis ingår i släktet Drimia och familjen sparrisväxter.
Artens utbredningsområde är Etiopien. Inga underarter finns listade i Catalogue of Life.